# Nikolaï Lomakine
Nikolaï Ivanovitch Lomakine (Никола́й Па́влович Лома́кин), né le 31 janvier 1830 à Bakou et mort à Tiflis le 14 février 1902, est un militaire russe qui fut général et combattant des expéditions de la conquête du Turkestan russe.

## Biographie
Il naît à Bakou et il est éduqué au corps des cadets de Polotsk au régiment de la Noblesse. Il est nommé sous-lieutenant le 13 juin 1848 et sert à la 19e brigade d'artillerie. De 1850 à 1863, il prend part à la guerre du Caucase, d'abord comme aide-de-camp à l'état-major de la 20e brigade d'artillerie (1er janvier 1855 - 13 février 1858) où il est élevé aux différents grades jusqu'à celui de capitaine en septembre 1861 où il combat au Daghestan. Il est nommé le 26 mai 1870 commandant du régiment de Manguychlak. Il est lieutenant-colonel le 21 novembre 1865 et colonel, le 21 novembre 1870.

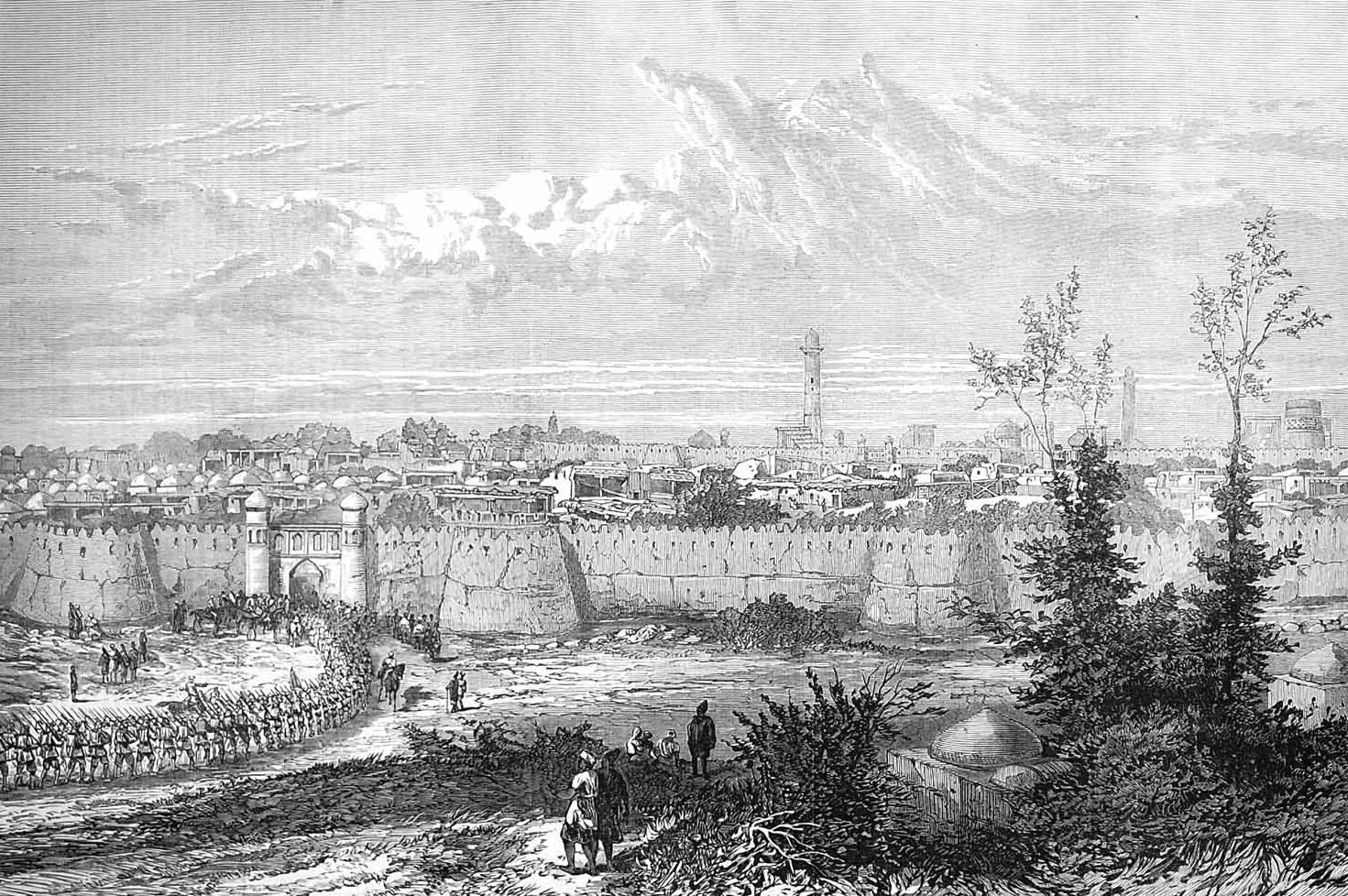
Entrée des troupes russes à Khiva, The Illustrated London News (1873).

Il prend part à l'expédition de Khiva à partir de la fin février 1873 à la tête de son régiment et s'illustre jusqu'à la capitulation de la ville, le 29 mai 1873. Il est élevé en conséquence au grade de général-major et reçoit l'ordre de Saint-Vladimir de 3e classe, le sabre d'or avec mention « pour bravoure ». L'Empire allemand lui décerne l'ordre de l'Aigle rouge de 2e classe avec épées et étoiles, et la Perse, l'ordre du Lion et du Soleil de 1re classe.
Le 2 mai 1874, Lomakine est nommé commandant de la région militaire de Transcaspienne et commandant du régiment de Krasnovodsk. Il reçoit l'ordre de Saint-Stanislas de 1re classe. À la mort du général Lazarev en 1879, le général Lomakine commande l'expédition de l'oasis d'Akhal-Téké, mais il doit battre en retraite à Guéok-Téké et transmettre le commandement au général Tergoukassov.
Le 14 janvier 1881, il est nommé gouverneur militaire de Tiflis. Trois ans plus tard, il est nommé commandant de la 24e brigade de Tiflis et reçoit l'ordre de Sainte-Anne de 1re classe en 1882, puis l'ordre de Saint-Vladimir de 2e classe en 1885. Le général Lomakine est élevé au grade de général-lieutenant en 1886 et commande à partir du 22 décembre 1887 la 19e division d'infanterie.
Entre 1890 et 1897, le général Lomakine commande le 12e corps d'armée. Le 16 juin 1897, le général Lomakine prend sa retraite avec le rang honorifique. Il demeure à Tiflis et prend part à la vie sociale. Il y meurt le 14 février 1902.
En plus d'un certain nombre d'articles à caractère savant, Lomakine est l'auteur de souvenirs intéressants pour la vie militaire de cette époque intitulés : « Dix ans dans la région de Transcaspienne », publiés dans le Messager d'histoire militaire («Военно-исторический вестник») en 1911-1912.